# Phortica
Phortica is een vliegengeslacht uit de familie van de Fruitvliegen (Drosophilidae).

## Soorten
- P. erinacea (Maca, 1977)
- P. oldenbergi (Duda, 1924)
- P. semivirgo (Maca, 1977)
- P. variegata (Fallen, 1823)